# Первомайськ (Рибницький район)
Первомайськ (рос. Первомайск; рум. Pervomaisc) — село в Рибницькому районі в Молдові (Придністров'ї). Входить до складу Ленінської сільської ради.
Згідно з переписом населення 2004 року у селі проживало 21,1% українців.